# 1962 في الإكوادور
فيما يلي قوائم الأحداث التي وقعت خلال عام 1962 في الإكوادور.

## رياضة
- 1 يناير – الدوري الإكوادوري لكرة القدم 1962 الفائز ديبورتيفو إفريست.

## مواليد

### أكتوبر
- 17 أكتوبر – مايك جودج[1]

## وفيات

### يوليو
- 13 يوليو – البرتو إنريكيز جالو (مواليد 1894) سياسي كولومبي.